# Malthodes minimus
Malthodes minimus är en skalbaggsart som först beskrevs av Carl von Linné 1758.  Malthodes minimus ingår i släktet Malthodes, och familjen flugbaggar. Arten är reproducerande i Sverige.

## Bildgalleri

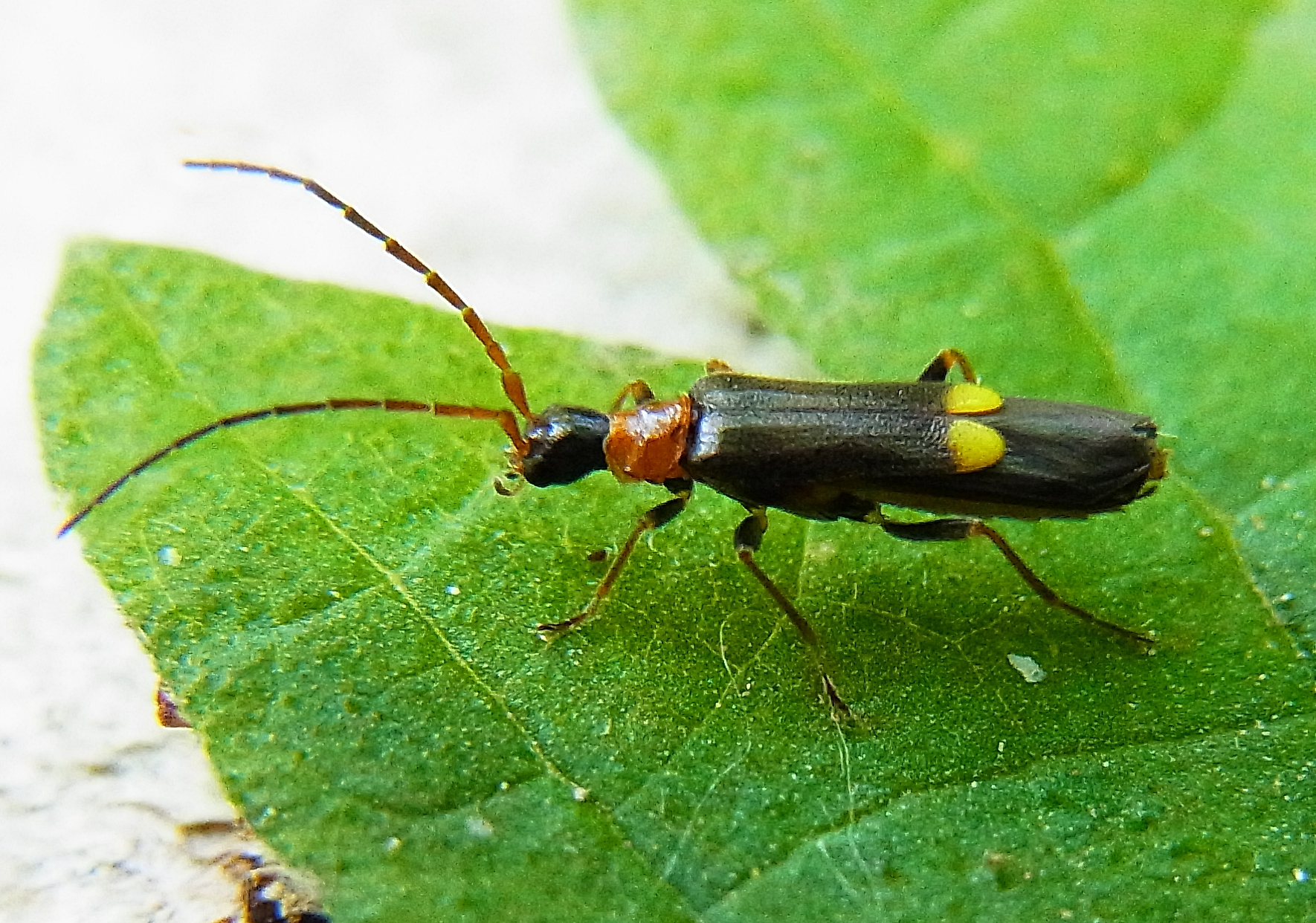